# Lion de Mari
Le Lion de Mari est une statue de cuivre représentant un lion, trouvée en 1936 par André Parrot dans le Temple des Lions de Mari, en Syrie. Il se trouve actuellement dans le Département des Antiquités orientales du musée du Louvre.

## Histoire
Le Lion de Mari a probablement été créé pour servir de protomé, c'est-à-dire comme motif décoratif architectural, au début du IIe millénaire av. J.-C., probablement pendant le règne de Zimrî-Lîm. Il est composé de la tête et de l'avant-corps de l'animal. Il a été exhumé en 1936 par l'expédition Parrot au Temple de Dagon de Mari (aujourd'hui Tell Hariri, en Syrie) et est aujourd'hui exposé au musée du Louvre ; sa figure jumelle se trouve elle au Musée national d'Alep. 